# Fabrice Di Vizio
Fabrice Di Vizio, né le 7 août 1974, est un avocat français spécialisé en droit public.
Médiatisé pour ses prises de position lors de la pandémie de Covid-19, notamment en assurant la défense de Didier Raoult et du collectif de soignants C19, il devient l'une des figures populaires des antivax et du mouvement contre le passe sanitaire et vaccinal.

## Biographie
Fabrice Di Vizio est d'origine italienne. Il étudie à l'université Panthéon-Assas, et y obtient un diplôme en droit public science administrative[Quand ?].
Titulaire du CAPA en 2003, Di Vizio devient le collaborateur d'un avocat au Conseil d'État, puis part s'installer professionnellement à Tours.
En 2006, il entame un « tour de France des médecins » afin de rédiger un rapport pour les candidats à l’élection présidentielle. Lors de ce tour, il se sensibilise à la désertification médicale des campagnes ainsi qu’au contrôle judiciaire de l’activité médicale.
En 2011, dans le cadre de l'affaire du Mediator, Di Vizio défend la Fédération des médecins de France (FMF) dans sa plainte contre l'Agence française de sécurité sanitaire des produits de santé (Afssaps) pour « manquement à l'obligation d'information », la FMF estimant que les médecins ne sont pas protégés d'éventuelles plaintes de victimes du Mediator.
En 2016, il est l’avocat de Jacques Furlan, médecin accusé d’escroquerie à la Caisse primaire d'assurance maladie (CPAM) et d’avoir alimenté un trafic de Subutex entre la Moselle et l’Allemagne. Son client est condamné en appel à deux ans de prison avec sursis, 50 000 € d’amende et une interdiction d’exercer la médecine pendant deux ans.
En septembre 2023, il devient l’avocat de Thierry Casasnovas, poursuivi pour abus de confiance, faux et usage de faux, exercice illégal de la médecine, exercice illégal de la pharmacie, pratiques commerciales trompeuses, abus de biens sociaux, blanchiment et abus de faiblesse.

## Propos et actions durant la pandémie de Covid-19
Fabrice Di Vizio est considéré comme une figure principale de la contestation au passe sanitaire et de la désinformation autour du Covid-19,,. Il se fait connaître du grand public lors de la pandémie de Covid-19, durant laquelle il assure la défense de Didier Raoult ainsi que du collectif de soignants C19, pour lequel il dépose plainte contre plusieurs membres du gouvernement français dans le cadre de leur implication dans la gestion de la pandémie. Il tente également de nombreux recours, notamment pour la suspension du port du masque en extérieur et pour faciliter la prescription de l'hydroxychloroquine. Militant contre l'instauration du passe et d'une vaccination obligatoire durant la pandémie de Covid-19, il compare la vaccination obligatoire à un « viol, car c'est un acte fait sous la contrainte. [...] On vous force à porter atteinte à l'intégrité de votre corps ».
En juin 2021, il crée l'Association d'information et de défense de la santé publique et environnementale (ADSPE), afin de « fournir les outils de la résistance à ceux qui refusent de voir leurs libertés individuelles bafouées ». Elle est financée par la vente de modèles de plaintes contre le gouvernement,. Di Vizio dissout l’association en septembre 2021. En janvier 2022, près de 20 000 de ces plaintes sont classées sans suite.
Le 13 septembre 2021, Fabrice Di Vizio provoque une polémique en faisant part de son intention de licencier une de ses collaboratrices après qu'elle a été vaccinée dans le cadre d'un voyage professionnel,. Deux jours plus tard, il annonce quitter sa fonction d'avocat en déclarant la mise en vente des parts qu'il détient dans son cabinet. Le lendemain, France Info annonce qu'il est visé par une enquête déontologique du Conseil de l'Ordre du Barreau de Paris,,.
En décembre 2021, l'avocat évoque une intervention de « brigades armées » de la gendarmerie pour contrôler les passes sanitaires au cours d’une séance de cinéma à Bergerac, et diffuse cette fausse information dans une vidéo sur les réseaux sociaux. Il corrige par la suite, indiquant qu'il avait confondu avec une affaire s'étant déroulée à Châteaubriant,. En janvier 2022, l’avocat anti-vaccin déclare au cours d’une émission de Touche pas à mon poste ! qu’il y aurait une augmentation brutale de la mortalité dans les pays vaccinés, ce qui est faux.
Le 11 mai 2022, le Canard enchaîné rapporte que Fabrice Di Vizio est accusé d’avoir ralenti un protocole de sédation d’un jeune homme souffrant d’une infection respiratoire incurable qu'il attribuait à la vaccination contre la Covid-19. L'article précise qu'en réalité le patient a été victime d’un accident vasculaire cérébral dû à son traitement contre la schizophrénie. En réaction, l'avocat indique vouloir porter plainte contre l'hebdomadaire satirique pour diffamation. Le 12 mai suivant, dans l'émission Touche pas à mon poste !, Fabrice Di Vizio affirme face au père qui l'accuse d'avoir « prolongé le calvaire » de son fils que la vidéo partagée sur Twitter ne parlait pas de la même personne.
Il continuera à propager des théories du complot diverse au-delà de la pandémie de Covid-19, allant jusqu'à se rapprocher de figures antisémites notoires.

## Condamnation et décisions du conseil de l'ordre des avocats

### Condamnation pour diffamation
Le 30 avril 2025, Fabrice Di Vizio est reconnu coupable de diffamation envers le docteure Amélie Boissier-Descombes et son époux en deuxième instance par la cour d'appel de Versailles pour des propos tenus en juin 2023.

### Conseil de l'ordre
En 2015, il est condamné en appel à six mois avec sursis d'interdiction d'exercice de la profession d'avocat par le conseil de discipline du barreau de Paris, pour avoir présenté une collaboratrice comme avocate alors qu'elle ne l’était pas encore, et pour ne pas avoir averti le bâtonnier de son activité en Italie.
En 2022, une procédure est lancée par le conseil de l'Ordre des avocats qui lui reproche d'avoir eu sur un plateau de télévision des mots « grossiers, vulgaires, offensants », estimant qu’il s’agit d’un « registre excessivement impétueux » susceptible de porter atteinte à l’image de la profession. Il est aussi accusé d'avoir exprimé publiquement sa volonté de renvoyer une collaboratrice parce que cette dernière s'était fait vacciner contre la COVID-19. Fabrice Di Vizio est condamné à six mois d’interdiction d’exercer avec sursis en novembre 2022,,.

## Activités politiques
En 2005, il rencontre Christine Boutin et rejoint son parti, le Forum des républicains sociaux. En 2006, il devient le secrétaire national justice du FRS et en 2007, délégué départemental du parti en Seine-et-Marne. Di Vizio quitte le parti après l'élection de Nicolas Sarkozy à la présidence de la République et la nomination de Christine Boutin en tant que ministre du Logement et de la Ville, qu'il reçoit comme une « blessure politique ».
Après une pause dans ses activités politiques, il devient en 2021 selon Le Journal du dimanche le « défenseur des anti-passe et des antivax, la star des cortèges de Florian Philippot, le patron du parti d'extrême droite Les Patriotes, dont il est désormais le référent santé publique »,.
Lors du second tour de l'élection présidentielle de 2022, il prend position publiquement pour appeler à une « union sacrée » contre Emmanuel Macron en faveur de Marine Le Pen ,.

## Activités médiatiques
Par son implication juridique dans la pandémie de Covid-19, Fabrice Di Vizio devient particulièrement médiatisé, il est invité régulièrement sur la chaîne CNews ou dans l'émission Touche pas à mon poste ! sur C8. Il devient chroniqueur de la rubrique « Les Flingueurs du PAF » de TPMP à la rentrée 2021,,.
Il anime également sa propre chaîne YouTube.